# Securitatea internetului
Securitatea internetului este o ramură a securității informatice. Aceasta cuprinde internetul, securitatea navigatorului web, securitatea site-ului web, securitatea rețelei, așa cum se aplică altor aplicații sau sisteme de operare în ansamblu. Obiectivul său este de a stabili reguli și măsuri pentru a fi utilizate împotriva atacurilor prin internet. Internetul este un canal de schimb de informații în mod inerent nesigur, cu risc ridicat de intruziune sau fraudă, cum ar fi phishing-ul, virușii online, troienii, ransomware-ul și viermii.
Multe metode sunt folosite pentru a combate aceste amenințări, inclusiv criptarea și ingineria de la bază.

## Amenințări

### Software rău intenționat
Software-ul rău intenționat apare în multe forme, cum ar fi virușii, caii troieni, spyware-ul și viermii.
- Malware-ul, un cuvânt telescopat de la „malicious software”, este orice software utilizat pentru a perturba funcționarea computerului, a colecta informații sensibile sau a obține acces la sisteme private. Malware-ul este definit de intenția sa rău intenționată, acționând împotriva cerințelor utilizatorului computerului și nu include software-ul care cauzează involuntar daune din cauza unei deficiențe. Termenul „badware” se aplică atât malware-ului, cât și software-ului dăunător involuntar.
- Un botnet este o rețea de computere care au fost preluate de un robot sau bot⁠(d) care efectuează acțiuni rău intenționate la scară largă pentru creatorul său.
- Virușii informatici sunt programe care se pot replica structurile sau efectele lor infectând alte fișiere sau structuri de pe un computer. Scopul tipic al unui virus este de a prelua controlul asupra unui computer pentru a fura date.
- Viermii informatici sunt programe care se pot replica pe întreaga rețea de computere.
- Ransomware-ul este un tip de malware care restricționează accesul la sistemul pe care îl infectează și solicită o răscumpărare pentru ca restricția să fie eliminată.
- Scareware-ul este un program de obicei cu beneficii limitate sau inexistente, care conține sarcini utile rău intenționate, care este vândut prin practici de marketing lipsite de etică. Abordarea de vânzare folosește ingineria socială pentru a provoca șoc, anxietate sau percepția unei amenințări, de obicei îndreptată către un utilizator nepregătit.
- Spyware-ul se referă la programe care monitorizează în mod subrepticiu activitatea pe un sistem și raportează aceste informații către alții fără consimțământul utilizatorului.
- Un anumit tip de spyware este malware-ul de înregistrare a tastei. Adesea numit keylogging sau capturare a tastaturii, este acțiunea de înregistrare (jurnalizare) a tastelor apăsate pe o tastatură.
- Un cal troian, cunoscut în mod obișnuit ca troian, este un termen general pentru malware care pretinde a fi inofensiv, astfel încât un utilizator să fie convins să îl descarce pe computer.

### Atacuri de tip Denial-of-service
Un atac de tip denial-of-service (DoS) sau atac distribuit de tip denial-of-service (DDoS) este o încercare de a face o resursă de computer indisponibilă utilizatorilor săi intenționați. Funcționează prin efectuarea unui număr atât de mare de solicitări de serviciu încât sistemul este copleșit și devine incapabil să proceseze niciuna dintre ele. Atacurile DoS pot viza sistemele de cloud computing. Potrivit participanților la un sondaj internațional de securitate, 25% dintre respondenți au experimentat un atac DoS în 2007 și încă 16,8% în 2010. Atacurile DoS folosesc adesea boți (sau o botnet) pentru a efectua atacul.

### Phishing
Phishing-ul vizează utilizatorii online într-o încercare de a extrage informații sensibile precum parole și informații financiare. Phishing-ul apare atunci când atacatorul se pretinde a fi o entitate de încredere, fie prin e-mail, fie printr-o pagină web. Victimele sunt direcționate către pagini web care par a fi legitime, dar în schimb direcționează informațiile către atacatori. Tactici precum e-mail spoofing-ul încearcă să facă e-mailurile să pară a fi de la expeditori legitimi sau URL-urile lungi și complexe ascund site-ul web real. Grupul de asigurări RSA a susținut că phishing-ul a reprezentat pierderi la nivel mondial de 10,8 miliarde de dolari în 2016.

### Man in the middle
Un atac man-in-the-middle (MITM) este un tip de atac cibernetic. Infractorii cibernetici pot intercepta datele trimise între persoane pentru a fura, asculta sau modifica date în anumite scopuri rău intenționate, cum ar fi șantajul și furtul de identitate. WiFi-ul public este adesea nesigur deoarece monitorizarea sau interceptarea traficului web este necunoscută.

### Vulnerabilități ale aplicațiilor
Aplicațiile utilizate pentru a accesa resursele de internet pot conține vulnerabilități de securitate precum erori de siguranță a memoriei sau verificări de autentificare defecte. Astfel de erori pot oferi atacatorilor de rețea controlul deplin asupra computerului.

## Contramăsuri

### Securitatea la nivelul rețelei
Protocoalele TCP/IP pot fi securizate cu metode criptografice și protocoale de securitate. Aceste protocoale includ Secure Sockets Layer (SSL), urmat de Transport Layer Security (TLS) pentru traficul web, Pretty Good Privacy (PGP) pentru e-mail și IPsec pentru securitatea stratului de rețea.

### Internet Protocol Security (IPsec)
IPsec este proiectat pentru a proteja comunicarea TCP/IP într-un mod sigur. Este un set de extensii de securitate dezvoltat de Internet Engineering Task Force (IETF). Acesta oferă securitate și autentificare la nivelul IP prin transformarea datelor folosind criptarea. Două tipuri principale de transformare formează baza IPsec: Authentication Header (AH) și ESP. Acestea oferă integritatea datelor, autentificarea sursei datelor și servicii anti-replay. Aceste protocoale pot fi utilizate singure sau în combinație.
Componentele de bază includ:
- Protocoale de securitate pentru AH și ESP
- Asociație de securitate pentru gestionarea politicii și procesarea traficului
- Gestionare manuală și automată a cheilor pentru Internet key exchange (IKE)
- Algoritmi pentru autentificare și criptare

Algoritmul permite acestor seturi să funcționeze independent fără a afecta alte părți ale implementării. Implementarea IPsec este operată într-un mediu de gazdă sau poartă de securitate, oferind protecție traficului IP.

### Modelarea amenințărilor
Instrumentele de modelare a amenințărilor vă ajută să analizați proactiv postura de securitate cibernetică a unui sistem și astfel să preveniți amenințările la securitate.

### Autentificare cu mai mulți factori
Autentificarea cu mai mulți factori (MFA) este o metodă de control al accesului în care unui utilizator i se acordă acces numai după ce a prezentat cu succes piese separate de dovadă unui mecanism de autentificare – două sau mai multe din următoarele categorii: cunoștințe (ceva ce știu), posesie (ceva ce au) și inferență (ceva ce sunt). Resursele de internet, cum ar fi site-urile web și e-mailul, pot fi securizate folosind această tehnică.

### Token de securitate
Unele site-uri online oferă clienților posibilitatea de a utiliza un cod cu șase cifre care se modifică aleatoriu la fiecare 30-60 de secunde pe un token de securitate fizic. Token-ul are calcule integrate și manipulează numerele pe baza orei curente. Aceasta înseamnă că la fiecare treizeci de secunde doar un anumit set de numere validează accesul. Site-ul web este informat despre numărul de serie al acelui dispozitiv și cunoaște calculul și timpul corect pentru a verifica numărul. După 30-60 de secunde, dispozitivul prezintă un nou număr aleatoriu cu șase cifre pentru a se conecta la site-ul web.

### Securitatea poștei electronice

#### Context
Mesajele de e-mail sunt compuse, livrate și stocate într-un proces cu mai multe etape, care începe cu compunerea mesajului. Când un mesaj este trimis, acesta este transformat într-un format standard conform RFC 2822. Folosind o conexiune de rețea, clientul de e-mail trimite identitatea expeditorului, lista destinatarilor și conținutul mesajului către server. După ce serverul primește aceste informații, acesta redirecționează mesajul către destinatari.

#### Pretty Good Privacy (PGP)
Pretty Good Privacy oferă confidențialitate prin criptarea mesajelor care urmează să fie transmise sau a fișierelor de date care urmează să fie stocate folosind un algoritm de criptare precum Triple DES sau CAST-128⁠(d). Mesajele de e-mail pot fi protejate folosind criptografia în diferite moduri, cum ar fi următoarele:
- Semnarea digitală a mesajului pentru a asigura integritatea acestuia și a confirma identitatea expeditorului.
- Criptarea corpului mesajului unui mesaj de e-mail pentru a asigura confidențialitatea acestuia.
- Criptarea comunicațiilor dintre serverele de e-mail pentru a proteja confidențialitatea atât a corpului mesajului, cât și a antetului mesajului.

Primele două metode, semnarea mesajului și criptarea corpului mesajului, sunt adesea folosite împreună; cu toate acestea, criptarea transmisiilor dintre serverele de e-mail este de obicei folosită numai atunci când două organizații doresc să protejeze e-mailurile trimise în mod regulat între ele. De exemplu, organizațiile ar putea stabili o rețea privată virtuală (VPN) pentru a cripta comunicațiile dintre serverele lor de e-mail. Spre deosebire de metodele care criptează doar corpul unui mesaj, o VPN poate cripta toate comunicațiile prin conexiune, inclusiv informațiile din antetul e-mailului, cum ar fi expeditorii, destinatarii și subiectele. Cu toate acestea, o VPN nu oferă un mecanism de semnare a mesajelor și nu poate oferi protecție pentru mesajele de e-mail pe întregul traseu de la expeditor la destinatar.

#### Codul de autentificare a mesajului
Un cod de autentificare a mesajului (MAC) este o metodă de criptografie care folosește o cheie secretă pentru a semna digital un mesaj. Această metodă generează o valoare MAC care poate fi decriptată de către receptor, folosind aceeași cheie secretă folosită de către expeditor. Codul de autentificare a mesajului protejează atât integritatea datelor unui mesaj, cât și autenticitatea acestuia.

### Firewall-uri
Un firewall pentru computer controlează accesul la un singur computer. Un firewall de rețea controlează accesul la o întreagă rețea. Un firewall este un dispozitiv de securitate – hardware sau software de calculator – care filtrează traficul și blochează persoanele străine. În general, este format din gateway-uri și filtre. Firewall-urile pot, de asemenea, să filtreze traficul de rețea și să blocheze traficul considerat neautorizat.

#### Securitatea web
Firewall-urile restricționează pachetele de rețea⁠(d) de intrare și de ieșire. Numai traficul autorizat este permis să treacă prin acesta. Firewall-urile creează puncte de control între rețele și computere. Firewall-urile pot bloca traficul pe baza sursei IP și a numărului portului TCP. De asemenea, acestea pot servi ca platformă pentru IPsec. Folosind modul tunel, firewall-urile pot implementa VPN-uri. Firewall-urile pot limita, de asemenea, expunerea rețelei, ascunzând rețeaua internă de internetul public.

#### Tipuri de firewall

##### Filtru de pachete
Un filtru de pachete procesează traficul de rețea pachet cu pachet. Sarcina sa principală este de a filtra traficul de la un gazdă IP la distanță, astfel încât este necesar un router pentru a conecta rețeaua internă la internet. Routerul este cunoscut ca un router de screening⁠(d), care filtrează pachetele care intră și ies din rețea.

##### Inspecție de stare de pachete
Într-un firewall de stare, gateway-ul de nivel de circuit este un server proxy care operează la nivel de rețea al unui model Open Systems Interconnect (OSI) și definește static ce trafic va fi permis. Proxy-urile de circuit redirecționează pachetele de rețea⁠(d) (date formatate) care conțin un anumit număr de port, dacă portul este permis de algoritm. Principalul avantaj al unui server proxy este capacitatea sa de a furniza traducere de adrese de rețea (NAT), care poate ascunde adresa IP a utilizatorului de internet, protejând eficient informațiile interne de exterior.

##### Gateway de nivel de aplicație
Un firewall de nivel de aplicație este un firewall de a treia generație în care un server proxy operează chiar în partea de sus a modelului OSI, nivelul de aplicație al suitei IP. Un pachet de rețea este redirecționat numai dacă se stabilește o conexiune folosind un protocol cunoscut. Gateway-urile de nivel de aplicație sunt remarcabile pentru analiza întregilor mesaje, mai degrabă decât a pachetelor individuale.

### Alegerea navigatorului web
Cota de piață a navigatoarelor web prezice cota de atacuri ale hackerilor. De exemplu, Internet Explorer 6, care obișnuia să conducă piața, a fost puternic atacat.

## Protecții

### Antivirus
Software-ul antivirus poate proteja un dispozitiv programabil prin detectarea și eliminarea malware-ului. Se folosesc o varietate de tehnici, cum ar fi cele bazate pe semnături, euristice, rootkit și în timp real.

### Manageri de parole
Un manager de parole este o aplicație software care creează, stochează și furnizează parole pentru aplicații. Managerele de parole criptează parolele. Utilizatorul trebuie să își amintească doar o singură parolă principală pentru a accesa managerul.

### Suite de securitate
Suite-urile de securitate au fost oferite pentru prima dată spre vânzare în 2003 (McAfee) și conțin firewall-uri, antivirus, anti-spyware și alte componente. De asemenea, acestea oferă protecție împotriva furtului, verificare a siguranței dispozitivelor de stocare portabile, navigare privată pe internet, anti-spam cloud, un distrugător de fișiere sau luarea de decizii legate de securitate (răspuns la ferestrele pop-up) și mai multe erau gratuite.

### Rețele de senzori fără fir (WSN)
O tehnologie promițătoare cu costuri de producție și instalare scăzute, operare neasistată a rețelei și funcționare autonomă pe termen lung. Potrivit cercetărilor, construirea unui Internet of Things (IoT) sigur ar trebui să înceapă cu securizarea WSN-urilor înaintea altor componente.

## Istoric
La conferința Asociației Naționale a Băncilor Mutuale de Economii (NAMSB) din ianuarie 1976, Atalla Corporation (fondată de Mohamed Atalla) și Bunker Ramo Corporation⁠(d) (fondată de George Bunker și Simon Ramo⁠(d)) au introdus primele produse concepute pentru a face față securității online. Atalla a adăugat ulterior modulul său de securitate hardware Identikey și a susținut procesarea tranzacțiilor online și securitatea rețelei. Proiectat pentru a procesa tranzacții bancare online, sistemul Identikey a fost extins la operațiuni cu facilități partajate. Era compatibil cu diferite rețele de comutare și era capabil să se reseteze electronic la oricare dintre cele 64.000 de algoritmi neliniari ireversibili, așa cum era indicat de informațiile de pe card. În 1979, Atalla a introdus primul procesor de securitate a rețelei (NSP).